# Dietmar Danner
Dietmar Danner (né le 29 novembre 1950 à Mannheim) est un footballeur allemand des années 1970 et 1980.

## Biographie
En tant que milieu de terrain, Dietmar Danner est international allemand à six reprises (1973-1976) pour aucun but inscrit. Il participe à l'Euro 1976, jouant que la demi-finale contre la Yougoslavie. La RFA est finaliste de ce tournoi.
Professionnel de 1970 à 1983, il joue dans quatre clubs allemands et un club autrichien, mais il fait l'essentiel de sa carrière avec le Borussia Mönchengladbach, avec qui il remporte une coupe et trois championnats allemands et deux coupes de l'UEFA.

## Clubs
- 1970–1971 :  VfR Mannheim
- 1971–1980 :  Borussia Mönchengladbach
- 1980–1981 :  FC Schalke 04
- 1981–1982 :  1. FC Sarrebruck
- 1982–1983 :  LASK Linz

## Palmarès
- Championnat d'Europe de football
  - Finaliste en 1976

- Ligue des champions de l'UEFA
  - Finaliste en 1977

- Coupe UEFA
  - Vainqueur en 1975 et en 1979
  - Finaliste en 1973 et en 1980

- Championnat d'Allemagne de football
  - Champion en 1975, en 1976 et en 1977
  - Vice-champion en 1974 et en 1978

- Coupe d'Allemagne de football
  - Vainqueur en 1973